# 3F8
Il 3F8 è un composto chimico di formula C15H14N2O4.

## Caratteristiche strutturali e fisiche
| N. di atomi pesanti                  | 21             |
| N. di donatori di legami a idrogeno  | 1              |
| N. di accettori di legami a idrogeno | 5              |
| N. di legami ruotabili               | 3              |
| Massa monoisotopica                  | 286,09535693 u |
| Superficie polare                    | 77,5 Å²        |

## Farmacologia e tossicologia

### Effetti del composto e usi clinici
Si tratta di un anticorpo monoclonale murino, dell'isotipo IgG3,  che si lega agli antigeni GD2. È stato usato per diagnosticare e trattare il neuroblastoma. Nelle tecniche di imaging per il neuroblastoma viene legato chimicamente ad uno dei radioisotopi dello iodio-124 o iodio-131.

### 3F8
- (EN) Tod W. Speer, Targeted Radionuclide Therapy, Lippincott Williams & Wilkins, 15 novembre 2010,  pp. 507–, ISBN 978-0-7817-9693-4.
- (EN) Garrett M. Brodeur, Neuroblastoma[collegamento interrotto], Elsevier Health Sciences, 2 maggio 2000,  pp. 543–, ISBN 978-0-444-50222-3.
- (EN) Linda M. Liau, Brain tumor immunotherapy[collegamento interrotto], Humana Press, 2001,  pp. 198–, ISBN 978-0-89603-638-3.
- (EN) Robert O. Dillman, Principles of Cancer Biotherapy, Springer, luglio 2009,  pp. 382–, ISBN 978-90-481-2277-6.
- (EN) Paulette Mehta, Pediatric stem cell transplantation, Jones & Bartlett Learning, 2004,  pp. 146–, ISBN 978-0-7637-1855-8.